# 羅特科格爾山 (維內迪傑山脈)
47°08′41″N 12°27′02″E / 47.144722°N 12.450556°E

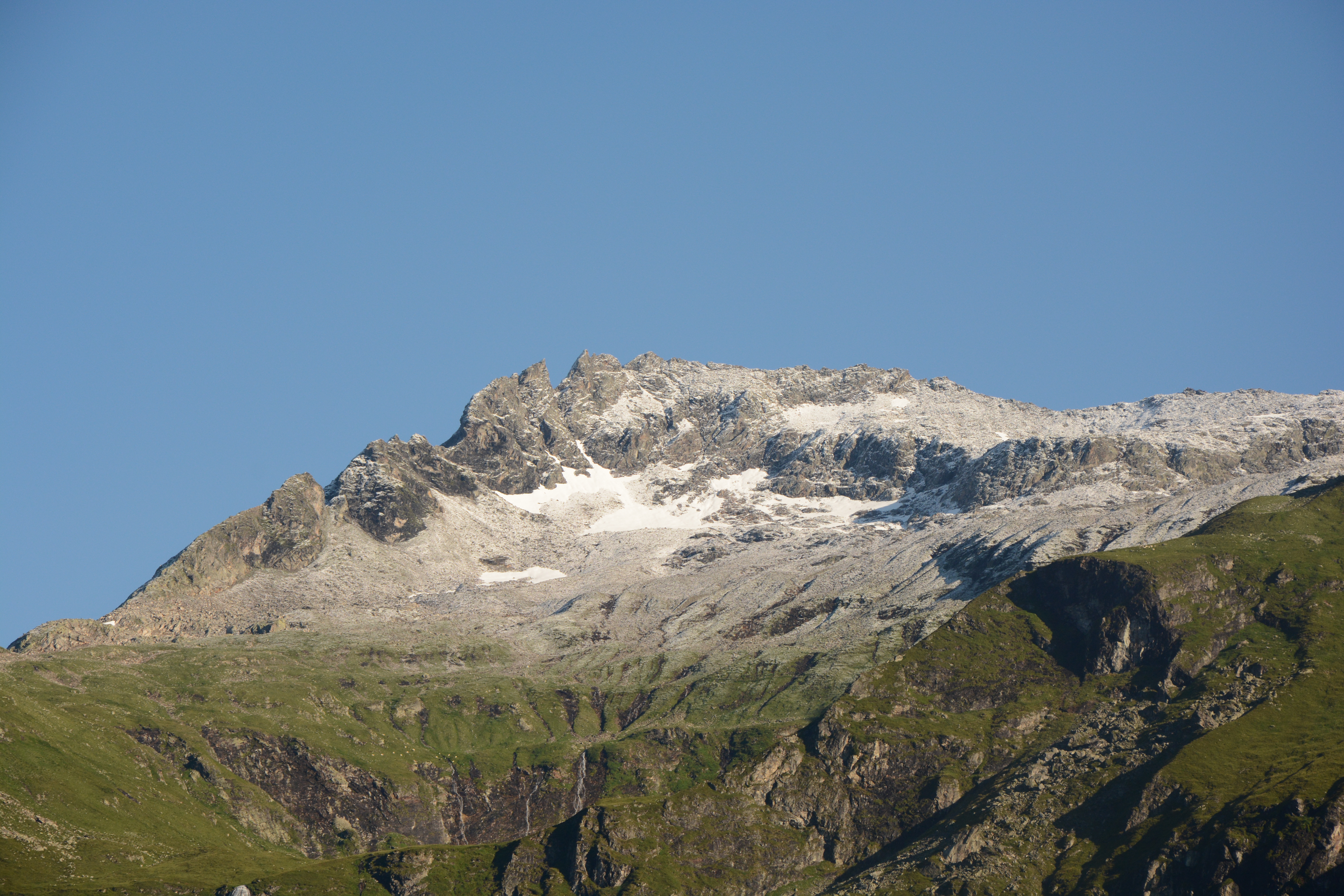

羅特科格爾山（德語：Roter Kogel），是奧地利的山峰，位於該國西部，由蒂羅爾州負責管轄，屬於維內迪傑山脈的一部分，距離羅特索伊勒山0.4公里，海拔高度2,946米。